# Стіл Азін
Футбольний клуб Стіл Азін або просто «Стіл Азін» (перс. باشگاه فوتبال استيل آذین‎‎) — професіональний іранський футбольний клуб з міста Ахваз, зараз команда виступає в Іранській Лізі 3. Власник клубу — Хоссейн Хадаяті, який також володіє Іранською Холдинговою Компанією «Стіл Азін». Ця компанія також володіє волейбольним клубом під назвою «Стіл Азін», який виступає в Іранській волейбольній Суперлізі.

## Історія

### Футбольний клуб «Екбатан»

#### Перезаснування
Наприкінці 90-х років двоє колишніх гравців клубу, Рабті та Гані, повторно заснували клуб. Після цього команда рік за роком підіймалася в системі футбольних ліг Ірану, допоки в 2003 році не вийшли до Ліги Азадеган. Команда два роки поспіль уникала вильоту до нижчого дивізіону, але вже на третій, через фінансові причини, все ж залишила чемпіонат. Після двох провальних сезонів, у 2005 році Рабті та Гані продали клуб іранським будівельним магнатам, які проживали за кордоном.

#### Нова ера
Після зміни власника, нове керівництво клубу анонсувало початок нової ери в історії клубу, зокрема збільшення інвестицій у виховання власних молодих гравців. Першим кроком нового керівництва були зміни на тренерському містку. Посаду головного тренера залишив Рабті, на цій посаді його замінив тодішній асистен головного тренера, а сам Рабті став технічним директором. Гані ж залишився менеджером клубу, але сам клуб був перебудований за німецьким зразком, згідно з яким власник клубу автоматично обіймав посаду його президента. Передсезонна підготовка клубу включала місячний закордонний збір в Дубаї, в рамках якого команда зіграла товариські матчі проти «Шар'ян Уондерерз Клаб», ФК «Фабехі» та «Ан-Наср». З новим інвестором, закордонним збором в Дубаях та новим стадіоном («Шахід Дастгерді»), «Екбатан» почав розглядатися як можливий кандидат на підвищення в класі. Але вже через три тижні після початку нового чемпіонату, Рабті повернувся на посаду головного тренера. Проте невдалий старт клубу продовжився й надалі не впевненою грою та провальними результатами, незважаючи на прекресну перемогу з рахунком 1:0 над тодішнім лідером чемпіонату, ФК «Пегах», який, до слова, саме в тому поєдинку зазнав першої поразки в сезоні. Проте невтішні результати команди продовжувалися, тому за 5 турів до фінішу чемпіонату Рабті було звільнено з посади головного тренера «Екбатану», але до завершення сезону він залишався в керівництві клубу. Перед колишнім скаутом клубу та легендарним гравцем «Екбатану» Гаді Ахангараном буо поставлене завдання зберегти для клубу місце в чемпіонаті. Ахангаран виправдав своє призначення, команда після перемоги над «Нужаном» здобула право позмагатися в матчах плей-оф за виліт/збереження з «Есфеганом». В рамках підготовки до наступного сезону в «Екбатані» відбулися певні зміни в технічному персоналі, особливо це стосується позаштатних працівників, зокрема Фархада Каземі було призначено як «спеціального радника Керівництва клубу». Мосен Гарусі, асистент колишнього головного тренера «Пайкану» Фархада Каземі, був призначений новим головним тренером «Екбатану», а Ібрагім Ватанікія, один з найкращих молодіжних тренерів країни, очолив молодіжну академію клубу. Проте основні зміни торкнулися гравців команди, так по звершенні сезону в клубі залишилося всього 6 футболістів зі старого складу, після цього клуб виступав досить скромно, займаючи місця в середині турнірної таблиці. Проте новий сезон команда розпочала найгірше в своїй історій, Гарусі було звільнено після 7-ми поразок поспіль в стартових турах чемпіонату. Його замінив Асгар Шарафі, підписавши дворічний контракт та пообіцявши зберегти клуб у Другому дивізіоні. Незважаючи на переможну серію з п'яти матчів поспіль, команда не змогла надолужити відставання, яке утворилося внаслідок поразок у перших семи матчів чемпіонату, як наслідо «Екбатан» фінішував на 9-му місці, набравши лише на 4 очки більше, ніж у попередньому сезоні. Незабаром після цього почали з'являтися різноманітні чутки щодо майбутнього клубу. В той час як головна команда клубу протягом останніх двох сезонів не демонструвала особливих досягнень, молодіжна академія клубу виступала значно вдаліше. Ватанікія також після завоювання чергового титулу в кожному з інтерв'ю не забував виказувати слова подяки керівництву клубу за їх підтримку.

### Повернення Гедаяті
30 квітня 2007 року іранський мультимільйонер Хоссейн Гедаяті придба ФК «Екбатан» та перейменував його в ФК «Стіл Азін». З потуною фінансовою підтримкою та амбітним власником «Стіл Азін» позиціонував себе як майбутній гранд іранського футболу. Після зміни власника, новий президент клубу Алі Парвін відразу ж оголосив про зміну назви клубу з ФК «Екбатан» на ФК «Стіл Азін». Це була лише перша зміна з багатьох майбутніх змін.

### Молодіжна академія
ФК «Екбатан» був широко відомий в Ірані завдяки одній з найкращих молодіжних академій в країні, а також завдяки підготовці значній кількості молодих гравців для іранського футболу. До приходу Хоссейна Гедаяті ФК «Екбатан» був відомий в країні як один з наймолодших футбольних клубів Ліги Азадеган, середній вік гравців клубу становив 23 роки. Після переходу у власність мільйонера молодіжної академії «Стіл Азіну» на посаді головного тренера молодіжної команди було поновлено колишнього тренера національної збірної Ірану Хешмата Могаджерані.

### Іранська Про Ліга

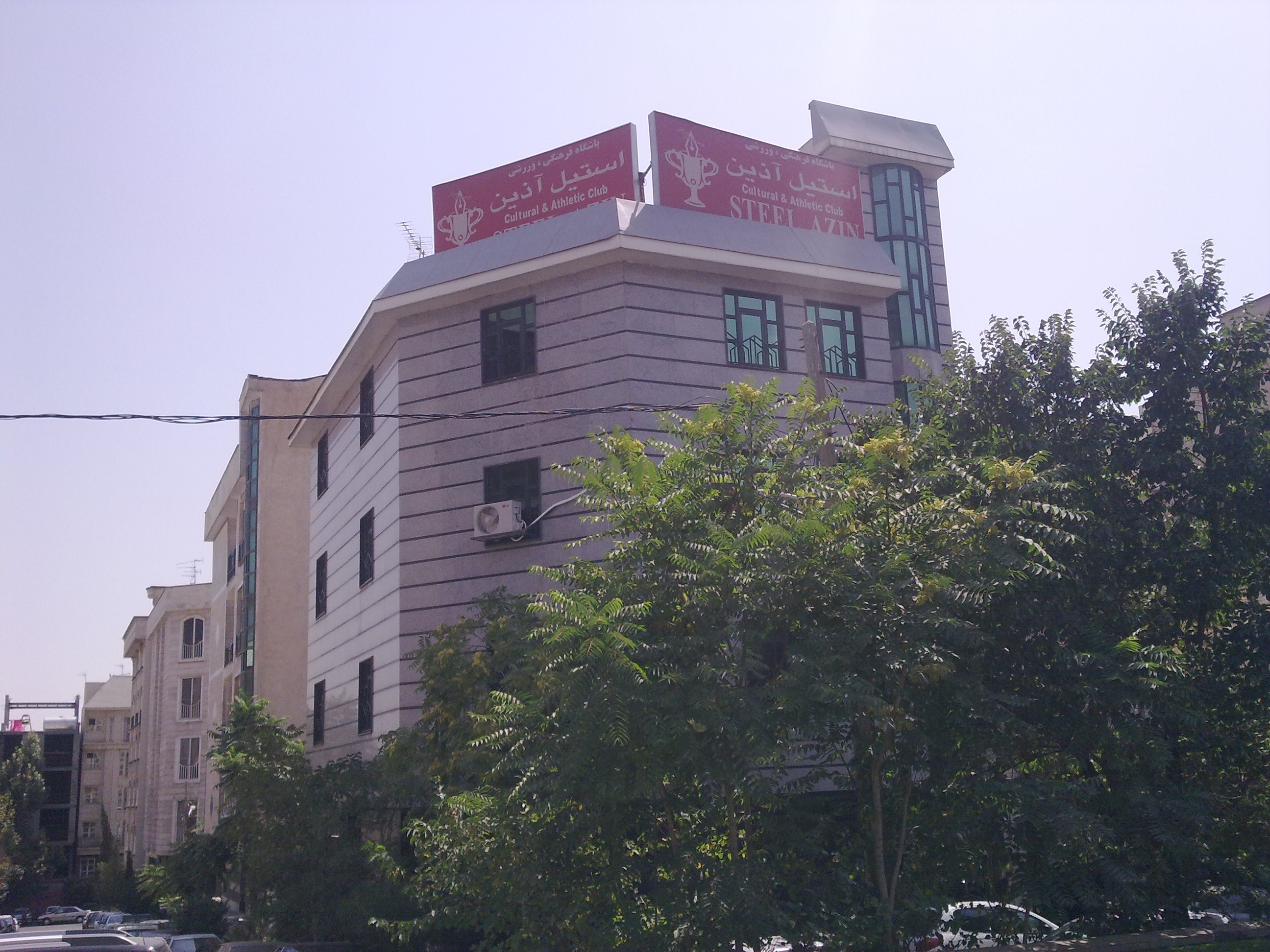
Головний офіс ФК «Стіл Азін» в Тегерані

Спочатку Хоссейн Гедаяті зробив один з найрадикальніших маркетингових ходів в іранському футболу, повністю змінивши назву клубу. Після цього запросив цілий ряд нових футболістів, зокрема гравців національної збірної Ірану Ібрагіма Мірзапура, Давуда Фанаеї, Хаміда Кавіанпура, Алі Ансаряна та Мохаммада Парвіна. Крім цього, легенда іранського футболу Алі Парвін був призначений на посаду технічного директора клубу, а колишній головний тренер «Естегляля» та асистент головного тренера збірної Камеруну Тео де Йонг був призначений на посаду головного тренера «Стіл Азіну». Директором молодіжної академії було призначено Гешата Магаджерані. Величезна піар-кампанія та залучення до складу зіркових гравців не дало бажаного результату, оскільки клуб так і не зміг здобути путівки до Іранської Про Ліги. Завдяки вдалим виступам Мохаммад Парвін став найкащим бомбардиром чемпіонату. Після того як клуб залишив один із зіркових гравців, вже наступного року вийшов до Іранської Про Ліги. Після виходу до вищого дивізіону в клуб знову почали залучати значні інвестиції. До зіркових гравців навіть долучилися легіонери, Лек Кчіра та Леонард Квеуке, а також іранці Ферейдун Занді та Амір Шапурзаде. Проте найскандальнішим переходом стала поява Алі Карімі, який до цього захищав кольори найпринциповіших суперників клубу, «Пірузі». Вперше за дуже тривалий час виступи «Стіл Азіну» в Іранській Про Лізі викликали неабияку цікавість. «Червоні» закінчили той чемпіонат на високому п'ятому місці. Проте сезон 2010/11 років став для клубу просто жахливим. З численними управлінськими та тренерськими змінами команда майже протягом усіх 34-ох турів перебувала в нижній частині турнірної таблиці. Контракт з Алі Карімі було розірвано й він переїхав до німецького клубу «Шальке 04», Алі Парвін повернувся до клубу, до того ж клуб візначився доволі брутальним та нерідко грубим матчем, без жодного натяку на «fair play», принциповим протистоянням з «Персеполісом», проте в підсумку все це не допомогло команді уникнути ганебного вильоту до нижчого дивізіону. Сезон завершився домашньою поразкою з рахунком 1:6 від «Шардарі» (Тебриз) і, таким чином, зоряний тегеранський клуб завершив чемпіонат на самісінькому дні, незважаючи на заяви Гадаті в розмірі 40 мільйонів $. Через невдалі результати, знані інвестиції та зоряні гравців тогочасна преса жартома називала команду ФК «Голлівуд». Також це прізвисько було дане ще й тому, що гравці були задоволені величезними заробітними платами, й просто відбували номер, а не грали в команді на повну силу. Під час свого першого сезону в вищому дивізіоні іранського чемпіонату команду називали «Іранські Галактікос», оскільки команда демонструвала непогані результати. Сенсаційна відмова грати решту матчів сезону, після дербі проти «Пірузі», врешті-решт була відкликана й команда їх зіграла. Проте вже за два тури до завершення чемпіонату було очевидним, що по завершенні сезону команда покине Іранську Про Лігу. Після вильоту «Стіл Азіну» до Ліги Азадеган, команда переїхала з Тегерану до Семнану. Після цього колишній генеральний директор «Зоб Ахану» перейшов на аналогічну посаду в «Сті Азін». Проте клуб вилетів і з першого дивізіону. Наступного року команда фінішувала на 10-му місці, але через деякий час ФІФА зняло 12 очок з клубу, через що «Стіл Азін» вилетів до третього дивізіону іранського чемпіонату. Зараз команда виступає в третьому дивізіоні чемпіонату Ірану.

## Статистика виступів
Хронологічна таблиця досягнень клубу в національних чемпіонатах та Кубку Хазфі 2005 року.
| Сезон   | Ліга     | Ліга | Ліга | Ліга | Ліга | Ліга | Ліга | Ліга | Ліга  | Кубок Ірану  | Найкращий бомбардир клубу       | Найкращий бомбардир клубу | Тренер(и)                                                         |
| Сезон   | Дивізіон | Іг.  | В    | Н    | П    | ЗМ   | ПМ   | Очки | Міс.  | Кубок Ірану  | Ім'я(-ена)                      | Голи                      | Тренер(и)                                                         |
| ------- | -------- | ---- | ---- | ---- | ---- | ---- | ---- | ---- | ----- | ------------ | ------------------------------- | ------------------------- | ----------------------------------------------------------------- |
| 2005/06 | Див 1    | 22   | 4    | 9    | 9    | 20   | 28   | 21   | 10-те | Перший раунд | Хоссейн Ваез                    | 6                         | Мохаммад Рабті/ Гаді Ахангаран                                    |
| 2006/07 | Див 1    | 22   | 6    | 7    | 9    | 13   | 24   | 25   | 9-те  | Перший раунд | Мохаммад Сіах                   | 10                        | Мохсен Гарусі/ Асгар Шарафі                                       |
| 2007/08 | Див 1    | 22   | 11   | 5    | 6    | 41   | 28   | 38   | 3-тє  | 1/8 фіналу   | Мохаммад Парвін                 | 15                        | Тео де Йонг/ Ян Верхейєн/ Фархад Каземі                           |
| 2008/09 | Див 1    | 26   | 17   | 4    | 5    | 49   | 30   | 55   | 1-ше  | 1/8 фіналу   | Гаді Ходаді                     | 10                        | Надер Дастнешан                                                   |
| 2009/10 | ІПЛ      | 34   | 13   | 13   | 8    | 55   | 49   | 52   | 5-те  | 1/4 фіналу   | Алі Карімі                      | 14                        | Хамід Естілі/ Афшин Пейровані                                     |
| 2010/11 | ІПЛ      | 34   | 6    | 10   | 18   | 30   | 63   | 28   | 18-те | 1/4 фіналу   | Сіаваш Акбарпур Мохаммад Голамі | 9                         | Любиша Тумбакович/ Афшин Пейровані/ Мохаммад Хакпур/ Махмуд Яварі |
| 2011/12 | Див 1    | 26   | 10   | 10   | 6    | 29   | 22   | 28   | 10-те | Третій раунд | Хамід Каземі                    | 11                        | Гуман Афазелі/ Моджтаба Хейрандіш                                 |
| 2012/13 | Див 2    | 26   | 10   | 6    | 10   | 26   | 24   | 36   | 7-ме  | Перший раунд | Фарід Бехзад                    | 10                        | Моджтаба Хейрандіш                                                |

### Легенда
| - Іг. = Ігор - В = Виграні матчі - Н = Нічийних матчів - П = Програні матчі - ЗМ = Забиті м'ячі - ПМ = Пропущені м'ячі - Очки = Набрані очки - Міс. = Фінальне місце | - ІПЛ = Іранська Про Ліга - Див 1 = Ліга Азадеган |

| Переможець | Фіналіст | Підвищення | Вибування |

## Спонсори

### Офіційний спонсор
Офіційний спонсор клубу —  Steel Azin Co, власником якої є Хоссейн Гедаяті. Попереднім головним спонсором був Fabexi LLC.

### Постачальник форми
- 2005/06: Aghili
- 2006/07: Farhad
- 2007/08: Daei
- 2009/10: Majid
- 2010/11: Shekari / Umbro / Majid
- 2011–теперішній час: Merooj

## Відомі тренери
| Ім'я                   | Нац.       | З             | До             |
| ---------------------- | ---------- | ------------- | -------------- |
| Мохамад Рабті          | Іран       | вересень 2006 | грудень 2006   |
| Гаді Ахангаран         | Іран       | грудень 2006  | травень 2006   |
| Мосен Гарусі           | Іран       | червень 2006  | вересень 2006  |
| Асгар Шарафі           | Іран       | вересень 2006 | червень 2007   |
| Тео де Йонг            | Нідерланди | червень 2007  | грудень 2007   |
| Ян Верхейєн (в.о.)     | Нідерланди | грудень 2007  | грудень 2007   |
| Фархад Каземі          | Іран       | грудень 2007  | липень 2008    |
| Надер Дантешан         | Іран       | липень 2008   | червень 2009   |
| Хамід Реза Естілі      | Іран       | червень 2009  | квітень 2010   |
| Афшин Пейровані (в.о.) | Іран       | квітень 2010  | липень 2010    |
| Любиша Тумбакович      | Сербія     | липень 2010   | жовтень 2010   |
| Афшин Пейровані        | Іран       | жовтень 2010  | шоудень 2010   |
| Мохаммад Хакпур        | Іран       | грудень 2010  | лютий 2011     |
| Махмуд Яварі           | Іран       | квітень 2011  | червень 2011   |
| Гуман Азафелі          | Іран       | червень 2011  | теперішній час |

## Відомі гравці
- Хассан Аш'ярі
- Алі Ашурізад
- Ібрагім Асаді
- Казім Боржлу
- Афшин Шавуши
- Меран Гасемі
- Мохаммад Голамі
- Мохаммад Голамін
- Араш Голізаде
- Мохаманд Гамранг
- Мортеза Ізаді Зардалу
- Пейман Джамшиді
- Хоссейн Каєбі
- Алі Карімі
- Фарід Карімі
- Алі Азарі Каркі
- Хамід Кавіанпур
- Хамід Каземі
- Хоссейн Каземі
- Мілад Кермані
- Хамід Хосраві
- Мейсам Хосраві
- Бабак Латіфі
- Мерзад Маданчі
- Мохаммад Реза Махдаві
- Мехді Махдавікія
- Фарзад Маджиді
- Соша Макані
- Ібрагім Мірзапур
- Мегді Мохаммаді
- Мохаммад Мохаммаді
- Мохаммад-Ісмаїл Назарі
- Алі Назармохаммаді
- Хамід Нешатджу
- Реза Норузі
- Мілад Нурі
- Мохаммад Парвін
- Іман Разагірад
- Араш Рошаніпур
- Іман Садегі
- Алі Сальмані
- Давуд Сеєд-Аббасі
- Аліреза Вахіді Нікбахт
- Бешад Яварзаде
- Ферейдун Занді
- Мілад Зенеєдпур
- Джейкс Вілльямс
- Матеуш Алоншу Гоноріу
- Ахмад Кадім Ассад
- Бондоа Адіаба
- Леонард Квеуке
- Егідіюс Маюс
- Мікеле Полверіно
- Ардіян Нухіжи
- Кассім Гуязу
- Лек Кчіра
- Маріо Міятович